# UltraVNC
UltraVNC (иногда пишется как uVNC) — это свободное программное обеспечение для операционной системы Microsoft Windows, использующее протокол VNC для управления удалёнными рабочими столами на других компьютерах. Он очень похож на RealVNC Free Edition, но здесь, помимо удалённого управления, поддерживаются дополнительные возможности, такие как модуль шифрования для безопасного клиент-серверного соединения. Содержит модуль Java Viewer, который позволяет получить доступ к компьютеру, используя простой веб-браузер, поддерживающий Java. Также возможна отправка файлов, чат и различные методы аутентификации. Программное обеспечение свободно и распространяется под GNU General Public License. UltraVNC написан на языках C, C++, и Java.
UltraVNC является результатом слияния Vdacc-VNC, начатого Rudi De Vos в 1999 году, и eSVNC, начатого Sam в 2002 году.